# Calmon
Calmon este un oraș în Santa Catarina (SC), Brazilia.